# Une demande en mariage mal engagée
Une demande en mariage mal engagée è un cortometraggio del 1901 diretto da Ferdinand Zecca.